# Мула, Фредерик
Фредерик Мула (1703—1782) — швейцарский математик, член Петербургской академии наук.
По ходатайству Л. Эйлера назначен в 1736 г. адъюнктом академии наук по кафедре высшей математики. По указанию Эйлера занимался разработкой приложений метода наибольших и наименьших величин к прямолинейным фигурам, как предметом, по мнению руководителя — «нигде ещё достаточно не обработанным», и этому вопросу посвятил два доклада, прочитанные им в заседаниях Академии в 1737—1738 гг. Один из них напечатан в IX т. «Commentariorum Academiae scientiarum Petropolitanae», под заглавием «De maximis in figuris rectilineis» (стр. 138—159).
Кроме научной работы первые годы занимался переводами на французский язык. В 1739—1742 гг. преподавал геометрию в Академической гимназии, в 1742—1744 гг. читал лекции для студентов Академического университета. Пособием служили «Volffii elementa matheseos». В 1744 г. на лекциях Мула было двое слушателей: А. Протасов и будущий академик С. Котельников.
Из-за раздора с И. Д. Шумахером в 1744 г. вышел в отставку и стал профессором при гимназии в Берлине. В 1749 г. вновь посетил Россию.